# Tamnunu

Podział administracyjny imperium asyryjskiego w czasach króla Aszurbanipala z zaznaczoną przypuszczalną lokalizacją prowincji Tamnuna (numer 11)

Tamnunu, Tamnuna – w 1 połowie I tys. p.n.e. asyryjska prowincja ze stolicą o tej samej nazwie, leżąca na północny zachód od Niniwy. Samo miasto identyfikowane jest ze współczesnym Tell Gikan.
Miasto Tamnunu istniało już w czasach Salmanasara III (858-824 p.n.e.), gdyż Szamszi-Adad V (823-811 p.n.e.), jego syn, wymienia je (urutam-nu-na) wśród 27 miast, które pod koniec panowania Salmanasara III przyłączyły się do nieudanej rewolty Aszur-da’’in-apla, brata Szamszi-Adada V. Prowincja utworzona została najprawdopodobniej przez króla Adad-nirari III (810-783 p.n.e.), gdyż począwszy od jego panowania gubernatorzy Tamnunu zaczynają pojawiać się w asyryjskich listach i kronikach eponimów jako urzędnicy limmu. Wcześniej stanowić ona mogła część innej, większej prowincji. Z czasów panowania króla Sargona II znana jest pieczęć należąca do Nabu-usalla, gubernatora Tamnunu. Gubernator prowincji Tamnunu wzmiankowany jest też w dokumencie administracyjnym z czasów Tiglat-Pilesera III (744-727 p.n.e.) i w jednym z listów skierowanych do Aszurbanipala (669-627? p.n.e.).
Asyryjscy gubernatorzy Tamnunu znani z asyryjskich list i kronik eponimów:
- Adad-uballit – pełnił urząd eponima w 785 r. p.n.e.[4];
- Bel-szaddu’a – pełnił urząd eponima w 756 r. p.n.e.[4];
- Nabu-duru-usur – pełnił urząd eponima w 697 r. p.n.e.[4]